# Кример, Уильям Рандал
Сэр Уильям Рандал Кример (англ. Sir William Randal Cremer; 18 марта 1828 — 22 июля 1908) — британский политик, депутат парламента от Либеральной партии (либерал-лейборист) в 1885—1895 и в 1900—1908 годах, деятель рабочего и антивоенного движений.

## Биография
Родился 18 марта 1828 года в южноанглийском городке Фарехам под Портсмутом в крайней бедности. После того, как отец-художник бросил семью, рос вместе с сёстрами и матерью на скромный заработок матери от преподавания основ чтения и письма. Окончив приходскую школу, стал плотником по профессии — с 15 лет работал подмастерьем у дяди на судостроительной верфи, параллельно посещая вечернюю школу для рабочих, где присоединился к профсоюзному движению.
Переехав в 1852 году в Лондон, нашёл применение своим ораторским и организаторским талантам в профсоюзном комитете, ведущем борьбу за сокращение рабочего дня с 12 до 9 часов. В 1859 году был в числе семи руководителей тред-юнионов, занимавшихся объединением рабочих во время локаута со стороны предпринимателей, уволивших 70 000 работников. Один из основателей в 1860 году крупного отраслевого тред-юниона — Объединённого общества плотников и столяров. Также член Лондонского совета тред-юнионов, английской Национальной лиги независимости Польши, Лиги земли и труда.
Один из основателей Международной ассоциации трудящихся. Участник собрания 28 сентября 1864 года в Сент-Мартинс-холле. Член Генерального Совета Интернационала (1864—1866), в 1865 году был избран его секретарём. Делегат Лондонской конференции (1865) и Женевского конгресса (1866) Интернационала; на последней вместе с остальными членами британской делегации выступил за умеренные и постепенные реформы в противовес стратегии пролетарской революции, за которую выступали революционно-социалистические лидеры Интернационала, включая Карла Маркса, лично уважавшего Кримера как борца за рабочее дело. В результате этих расхождений год спустя сложил свои полномочия.
Был одним из основателей Международной арбитражной лиги и Межпарламентского союза. За свою арбитражную деятельность, в том числе за участие в англо-американском договоре 1897 года о третейском суде, был в 1903 году удостоен Нобелевской премии мира, став первым лауреатом, получившим её единолично.
Был кавалером французского Ордена Почётного легиона и норвежского Ордена Святого Олафа. В 1907 году был посвящён в рыцари.